# 岩本紗也加
岩本 紗也加（いわもと さやか、Iwamoto Sayaka、1994年12月15日 - ）は、日本の女性ファッションモデル、YouTuber、インフルエンサー。
うさたにパイセンとしてギャルのファッションやメイクなどをYouTubeで配信している。
福島県郡山市出身。福島県の「あったかふくしま観光交流大使」。2020年2月1日よりフリーランスにて活動中。

## 経歴
2012年8月号より『Ranzuki』専属モデルとして活躍。卒業した後は『ageha』の専属モデルになり、今では『LOVEggg』（agehaから改称）の専属モデルをしている。
モデル業の傍ら、商品PRやイベントに参加する等インフルエンサーとして活動し、Instagramでは自身の好きなものを追求し個性的でかわいいファッションやメイク等を公開している。
2016年末からYouTuber「うさたにパイセン」としてギャルメイクやアニメのメイク等、主に“変身”動画等を配信し、ギャル文化の普及活動を行なっている。小学生の頃から福島の観光大使を目指している。
2020年7月、地元・福島県の「あったかふくしま観光交流大使」に就任。
2021年4月、夢展望とのコラボレーションブランド『Rabintage(ラビンテージ)』を発売した。
2022年10月、海外バックパッカーになり世界にギャルを普及させるために日本を出国。YouTubeチャンネル『Japan GAL kawaii / usatani』も新たに立ち上げた。
2022年12月15日、自身のYouTubeチャンネルを更新し、前日に地元である福島県郡山市に婚姻届を提出し、10歳年上の会社経営者の男性と結婚したことを発表した。

## 出演

### 雑誌
- Ranzuki（2012年8月号 - 2015年1月号[7]） - 専属モデル
- 小悪魔ageha・ageha（小悪魔ageha復刊第4号[8] - ageha 2018年4月号） - 専属モデル
- LOVEggg（2018年6月号[2] - ） - 専属モデル
- 姉ageha （2020年11月号 - ） - 専属モデル

### テレビ
- 有吉ジャポン（TBSテレビ）
- パイセン×TV（2018年7月28日、福島中央テレビ）[9]
- ザ!世界仰天ニュース（2019年9月17日、日本テレビ）[10]
- 青春高校3年C組（テレビ東京）
- ゴジてれ×Sun!（福島中央テレビ）
- アキナのギャルしか勝たん〜ギャルの力で世界を変えよう〜 （2021年11月3日 - 、MBS・BSよしもと） - MC

### ウェブテレビ
- DTテレビ（2018年11月2日、AbemaTV） - DTインタビュー企画に出演

### 音楽

#### シングル
- いーあるふぁんくらぶ（岩本小弥加 from j-Pad Girls）（2013年8月27日）[11]

## 書籍

### 単行本
- いずれ死ぬ身、ド派手に生きろ（2021年5月20日、KADOKAWA）[12] - ISBN 978-4046052131